# Гидулены
Гидулены, Гидулень (рум. Ghiduleni) — село в Резинском районе Молдавии. Является административным центром коммуны Гидулены, включающей также сёла Нижние Рошканы и Верхние Рошканы.

## География
Село расположено на высоте 109 метров над уровнем моря.

## Население
По данным переписи населения 2004 года, в селе Гидулень проживает 984 человека (496 мужчин, 488 женщин).
Этнический состав села:
| Национальность | Число жителей | Процентный состав |
| -------------- | ------------- | ----------------- |
| молдаване      | 976           | 99,19             |
| румыны         | 5             | 0,51              |
| украинцы       | 1             | 0,1               |
| русские        | 1             | 0,1               |
| болгары        | 1             | 0,1               |
| Всего          | 984           | 100 %             |